# Свиняче заливне

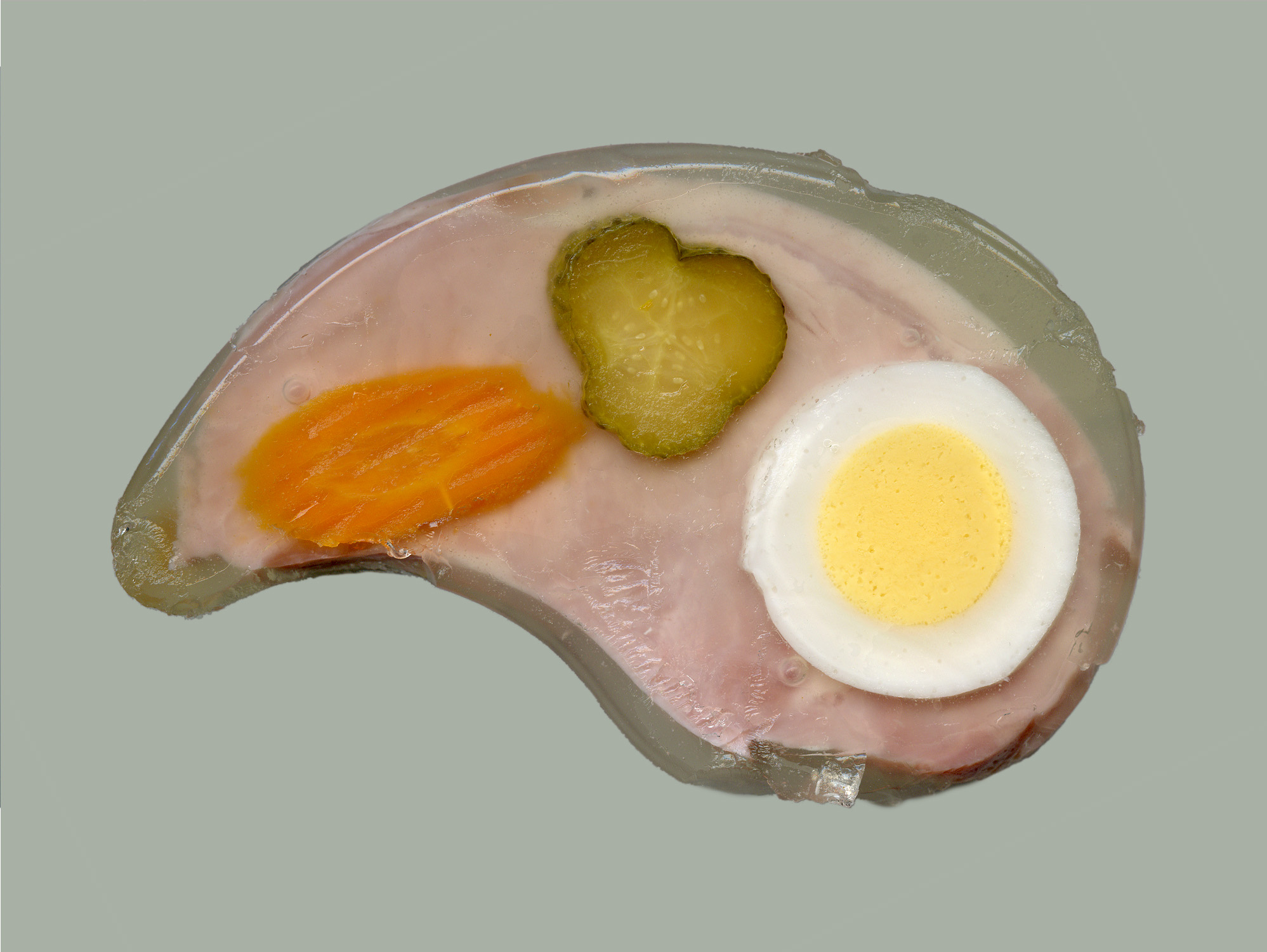
Свиняче заливне промислового виробництва

Свиняче заливне (нім. Sülzkotelett — «заливна котлета») — холодна м'ясна страва німецької кухні та готовий м'ясний продукт у роздрібному продажі в Німеччині, безкістне свиняче філе в драглистому желе.

## Приготування
Для приготування заливного свинячу м'якоть відварюють у підсоленій воді із суповою зеленню, потім забирають кістки й нарізають на порції. Отриманий бульйон проціджують, знежирюють, уварюють і приправляють залежно від рецепту оцтом, потім додають желатин і розподіляють у форми, прикрашають вареними яйцями, морквою та маринованими огірками і зверху викладають відварну порційну свинину. 

### Особливості
У Німеччині для цієї страви є спеціальні порційні форми. У промисловому виробництві використовують прямі варені яйця. Для застигання желейної заливки страву витримують у холодному місці. Свиняче заливне сервірують з ремуладом та смаженою картоплею або просто хлібом.